# Enizemum congener
Enizemum congener är en stekelart som först beskrevs av Tosquinet 1896.  Enizemum congener ingår i släktet Enizemum och familjen brokparasitsteklar. Inga underarter finns listade i Catalogue of Life.